# 諾那呼圖克圖
諾那呼圖克圖（藏語：ནོར་ལྷ་ཧོ་ཐོག་ཐུ།，威利转写：nor lha ho thog thu，藏语拼音：Norlha Hotogtu，1865年6月8日—1936年5月12日），又名格热·索朗列旦、逞烈匠磋、成立嘉姆抄，藏族，西康类乌齐龙桑地方人，藏传佛教宁玛派、達隆噶举派僧侶。
他还被人称作“格热喇嘛”（一译“噶拉喇嘛”）。

## 生平
諾那生平極富傳奇色彩。於藏傳佛教身兼密宗紅白兩教之法脈傳承，後因成為伏藏師而還俗，發掘多處重要的蓮師伏藏；並將其藏傳法脈傳至兩位漢人吳潤江與王家齊。於政治又擔任過中華民國訓政時期的立法委員、蒙藏委員會委員等要職。

### 出生
诺那生于西藏昌都类乌齐龙桑地方的格热仓（一译“噶瓦仓”）家族，该家族是当地望族。
关于其父母，史书有各种记载。《四川文史资料选辑》第二十九辑的编者为诺那的学生陈济博所作《我所知道的诺那》一文加了按语，其中称，“父亲是川边恩达县藏族人，母徐氏，汉籍。”诺那的外孙、西藏自治区昌都地区类乌齐寺早桑卡乡地江寺院曲央加措活佛著有《诺那上师身世之谜》一文，其中称“ ‘ 噶瓦仓’有名叫‘ 阿仲’ 和‘ 嘎得’ 的两兄弟，他俩迎娶了宿家的洛珍姑娘为妻，生下的儿子，即是我的外公即噶拉喇嘛，或诺那上师。”吉仲·江白坚参所作《类乌齐寺吉仲活佛和格热喇嘛简历》中称，“格热喇嘛索朗列旦出生在类乌齐今坝复区龙桑地方有名望的格热仓家。过去分寺拉章僧俗贵族中有些是这家出生的。格热喇嘛是七世吉仲·赤列强白久乃的姑母所生。”
其出生时间也有众多版本。其中一说集中在1863年至1865年，比如《西藏历史文化辞典》称其生于“清同治二年（1863年）”。《四川文史资料选辑》第二十九辑的陈济博《我所知道的诺那》一文编者按称，“诺那生于清同治三年甲子岁五月十五日”，则诺那生于1864年。此外，另一说主张为1876年，比如曲央加措活佛《诺那上师身世之谜》中称，“这年正是藏历十五胜生周火年，即是公元1876年。”并称，“当地人也认为外公可能是逹赖喇嘛的转世灵童，而曾向上报告线索。”吉仲·江白坚参《类乌齐寺吉仲活佛和格热喇嘛简历》称，“1876年藏历火鼠年，他被认定为逹赖喇嘛的转世灵童，噶厦曾给他献过曼扎、送过僧衣。”由于十二世达赖圆寂于1875年，故如果诺那童年真的曾经成为其候选灵童，则诺那的生日无论如何不应早于1875年。然而史书记载，“十二世逹赖喇嘛灵童只有一名，且经各方公认，请免予金瓶掣签。”可见诺那曾为十二世达赖的候选灵童只是诺那家乡的传说，并且为附会这一传说而不得不将诺那的生年推迟到1876年。故1876年说不足信。
诺那呼图克图在《金刚上师诺那呼图克图法语开示录》中称，“我是丑年五月十五日老虎时辰所生。我所生之年月日时，均是甚猛烈星宿当值。故我脾气甚大，有许多人骂我不像喇嘛样子。” 《康藏佛教与西康诺那呼图克图应化史略》也称“ 上师于逊清同治四年乙丑五月十五日寅时，诞生类伍齐之金塘。”据此自述推算，诺那出生于1865年6月8日。诺那还曾自称，“当莲花生大士由印度来西藏时，我是大士弟子中之武将。”

### 出家
曲央加措活佛《诺那上师身世之谜》称，“外公五岁时，在离格雄山谷的上方不很远的地方，有一处名叫‘古汝隆’的山谷，住着一位名叫‘觉仁增’的大成就者(即貝雅達賴)，为外公授了皈依戒，取名为‘索朗列旦（福德坚固）’。”
《四川文史资料选辑》第二十九辑的陈济博《我所知道的诺那》编者按称，“他自幼被选为恩达县之嘎拉寺活佛，七岁迎之就位，法号诺那，又名赤乃降措。”这就是说，诺那寺的活佛，7岁时正式继任活佛之位。

### 师承與傳法

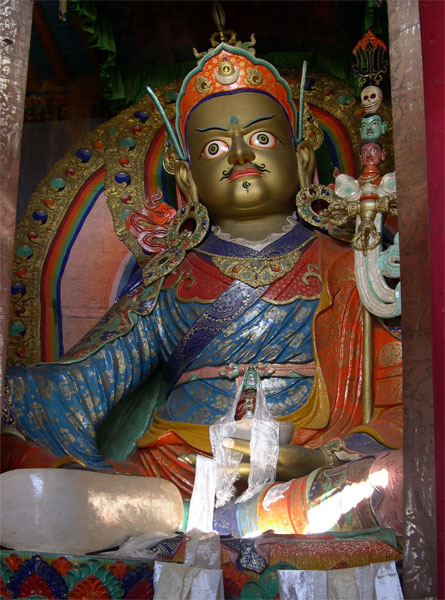
莲花生

其密乘教派师承來自紅、白兩教，同宁玛派（红教）、達隆噶举派（白教）均有渊源。以寧瑪派的貝雅達賴為根本上師。原在类乌齐寺出家，後為了尋求蓮師伏藏，還俗成為伏藏師。
陈济博《我所知道的诺那》正文中称，“诺那原是昌都类乌齐昌奇寺的管家。他在该寺时，名叫噶拉喇嘛。”“类乌齐寺本是達隆噶举派（俗称白教）寺庙。诺那因他的师父转信黄教，他便信仰红教，即成为莲花生大士教派者了。”
《类乌齐寺吉仲活佛和格热喇嘛简历》称“格热·索朗列旦从小被授予活佛称号，在类乌齐寺宁玛扎仓当喇嘛，拜吉仲·赤列强白久乃为师。”类乌齐寺乃是达隆噶举派的寺院。第七世吉仲活佛吉仲·赤列强白久乃生于藏历土虎年（1878年），曾经“在‘羌’藏北达龙二十九世活佛玛珠·却吉美巴吾跟前学习达龙噶举派经典。” 后来，吉仲“在拉萨期间，逹赖喇嘛的经师普觉活佛为他剃度，并给他起了‘阿旺扎巴赤列强白久乃’ 的法名。”
由此可见，诺那和藏传佛教达隆噶举派渊源很深，曾拜第七世吉仲活佛为师。陈济博《我所知道的诺那》中称“诺那因不满他的师父转信黄教”，这一传说的根据大概就是第七世吉仲活佛在拉萨由藏传佛教格鲁派（黄教）的普觉活佛剃度并起法名。此后，诺那转而信仰藏传佛教宁玛派（红教）。
关于诺那在藏传佛教宁玛派（红教）的师承关系，也有不同说法。《康藏佛教与西康诺那呼图克图应化史略》该文说，诺那为“莲花生大士第二十五代之嫡传、海内红白两教现代之祖师” ，并且称“莲花生大士第二十四代嫡脉相传之祖师、名贝雅达赖者，实上师密宗本师。”谭元发《藏密一勺之我知》称，“诺师（诺那）之师贝雅达赖祖师，与贡师（贡噶）之师度松靖巴大宝法王，同拜红教簪映签智祖师为师。”文中提到的“簪映签智”，即绛央钦则的另一种译名。《诺那上师身世之谜》称，诺那曾直接师从绛央钦则：“ 外公又与寺庙的活佛吉仲絳巴炯乃一起，从吉仲的老师苯噶（白苯）拉丈巴· 威色那里学习五明。” “后来大概二十岁左右，从大堪布扎西威色（吉样光明）和噶玛派的堪布仁青达吉（宝隆），受取了比丘戒。” 此外，“噶拉喇嘛来到德格宗萨寺，同时见到了大班智达绛央钦则旺波和五大藏的开创者绛根工珠· 阿旺云登加措二大师。跟绛央钦则学了以达隆噶举派教法为主的众多无偏法类，特别是获得了钦则旺波的“杰尊心要”的灌顶教诫。同时，又从绛根工珠那里受学了五大藏之中，除了《大宝伏藏》的《教诫藏》、《口传密咒藏》、《所知藏》、《不共秘密藏》等四大藏，以及其它共同显教和不共秘教的深法（后来从大伏藏师曲久领巴的儿子才旺洛布那里受学了《大宝伏藏》）。”
1901年，諾那與吉仲絳巴炯乃，跋涉千里至白瑪崗，取得蓮花生大師伏藏法要。
1935年，诺那被刘湘推荐出任西康宣慰使，奉命入川就職。諾那早知此去壽緣將終，乃約噶瑪噶舉派的貢噶呼圖克圖在昌都晤面，囑託其繼承寧瑪派弘法事業，並講其至漢地代表弘法。於是貢噶呼圖克圖受諾那之囑，由西康東至四川成都弘法。受法之代表人物有王家齊(蓮華正覺)、吳潤江(蓮華金剛藏)等。

### 关于呼图克图
《西康史拾遗》称，“诺那原为昌都地区类乌齐寺的管家。该寺属红教。诺那对红教教义，很有研究，常为信徒讲经说法，颇受类乌齐等地红教教徒们的尊崇，因此清帝敕封为呼图克图。”
《康藏佛教与西康诺那呼图克图应化史略》则称，诺那的“呼图克图”名号乃是继承而来的：“清乾隆二年，类伍齐之诺那寺大喇嘛额王嘎把者，助大将军蒋伽把征廓尔喀有功，受封为三大呼图克图，实诺那金刚上师第一生。……诺那以七世转生活佛故，七岁即被迎入诺那寺，学修显密，并报清蒙藏院有案。”此说法所称“蒙藏院”，应为理藩院之误。而且乾隆年间，清朝只有两次征廓尔喀，分别为乾隆五十三年、乾隆五十六年，而这两次均无类乌齐喇嘛受封之记录。所谓“类伍齐之诺那寺大喇嘛额王嘎把”，当为《西藏宗教源流考》中记载的“白教热沃仔扬贡寺帕曲呼毕勒罕阿旺扎巴称勒，雍正元年，支应进藏官兵乌拉出力，赏加‘诺门罕’名号。”
除了清朝受封说以外，还有中华民国受封说。比如吉仲·江白坚参《类乌齐寺吉仲活佛和格热喇嘛简历》未说诺那在清朝曾获“呼图克图”，而是称诺那在中华民国时期到南京“向国民党中央政府告状，终于被蒋介石召见。蒋封他为‘奴拉呼图克图’，并发给薪金，在经济上给予支持。”

### 参与平定波密
英国侵藏战争爆发后，十三世达赖力主抗击英国，并于1904年逃到中国内地，1908年赴北京访问。达赖离开北京返回西藏的同时，清廷任命赵尔丰为驻藏大臣兼川滇边务大臣，令其在西藏实行“改土归流” ，以便加强中央对西藏的控制。清廷还命钟颖率三个营的川军共2000人于宣统元年六月（1909年）由四川进入西藏。西藏噶厦秘密指示所属各地的官员，组织民兵阻止川军进入西藏。宣统三年四月六日（1911年），赵尔丰奏请清廷派傅嵩秋代理川滇边务大臣。当时，驻藏大臣联豫电请清廷派兵会攻波密，赵尔丰、傅嵩秋向清廷会奏派副都统鳳山率2000名官兵前往。宣统三年五月二十八日，赵尔丰、傅嵩秋率军从甘孜来到瞻对，驱逐了藏官，设“瞻对委员”一职。五月十五日，在道坞设官，随后将鱼通土司、卓斯土司改土归流。五月二十二日，赵尔丰进入四川，沿途收缴了咱里土司、冷边土司、枕边土司的印信。
《罗长裿申报联豫白马冈头人来投并请设治》中称，白马策翁同清军多次交战，败逃到白马冈：
至闰六月十五日，丹贞楚称同白马冈酋氏青曾及仁进邦头人顿吉昂错押解波密酋长白马策翁及其弟德塞吉古全家首级来营投诚。据称自波密失后，白马策翁等逃至白马冈之须木地方，不知悔过，仍然聚兵反抗，俟经结仲喇嘛从中劝阻，并约白马策翁前往倾多寺面请凤大人悔过投诚，汉官必以宽待。而德塞吉古云，结仲倾向汉官，意欲杀之，人民弗愿。适逢丹贞楚称来此宣慰：如其帮助波密，是为叛逆；如其投诚，同为大皇上百姓。况大兵已至江边，倘若迟疑，势必入境。求福求祸，尔等自行决之。小的等自生化外，不知礼节，只知大皇上能以保护人民，遂与仁进邦头人顿吉昂措会商，杀白马策翁等除去后患，特此前来投诚等语。管带复询问丹贞楚称，俱为事实。
由该史料可见，白马策翁等人是由白马冈地方酋长与仁进邦头人共同杀害，并将首级献给清军。诺那、丹贞楚称都曾经劝导白马策翁不要同清军为敌，但未被白马策翁接受。
一些文献称诺那在清军平定波密中为清军方面立功。其中一说为诺那斩杀白马策翁全家。比如《诺那的部分重要史料辑录》称，“宣统二年年三月川藏两军在工布江达一带发生激战。……这时诺那正受聘于工布江达的土酋白马策翁家，为其出谋划策。白马坚决主张拦截川军入藏，诺那力主联合川军抗击藏军。” 该文还引用刘赞廷《西康建省纪要》称，“当藏军来攻时，白马策翁谋于结仲诺那喇嘛。结仲知国际大势，力主阻抗。如战胜藏军即可自立为国，将来朝廷容纳再为内附。” 但白马策翁坚决主张对川军进行拦截。“诺那遂联合左右亲信，斩白马翁策全家首级献于清总督行营，于是波密全境平定。川滇边务大臣赵尔丰奏请清廷封诺那为西康大总管。”此说一是不合史料中地方酋长及土司斩杀白马策翁全家的记述，二是当时赵尔丰已经卸任川滇边务大臣（宣统三年三月二十三日，清廷任命赵尔丰署理四川总督；四月六日，赵尔丰奏请派道员傅嵩炑代理川滇边务大臣；四月八日，赵尔丰交卸了川滇边务大臣的差事），不可能在这之后再发生“川滇边务大臣赵尔丰奏请清廷封诺那为西康大总管”的事情。
另外一说是诺那冒领军功。《诺那上师身世之谜》称，西藏方面的第巴洛绒战败逃至金珠隆，被当地宗本多杰扎巴乘机报仇杀害。噶拉喇嘛和吉仲从他们二人传教的波密西南部回寺院的途中在该地受阻。噶拉喇嘛乘机 “呈报川军‘这次的罪魁祸首分子全部了结，第巴洛绒主仆在金珠拉山头被杀死，现将他们的首级和手送上，请查验，并请发给我们通行证。”“噶拉喇嘛与川军‘御部大人’ 交上了朋友，‘御部大人’不仅给他们颁发了‘爱国良民’证书，还赠送了八支火枪和八百发子弹给他们作为护身之用。噶拉喇嘛也由此开始了与汉族人的联系。”此说也和史料不符。

### 被囚拉萨
清末民初，川军同藏军在类乌齐附近对峙。民国六年（1917年）九月，驻类乌齐的川军炮队余金海因为“割草细故”而与藏人发生斗争。“英国与西藏接济五籽枪五千枝，弹五百万。”促使藏军开始进攻川军。此后，诺那拥护北京政府，配合川军战斗。诺那率军击毙了丁青代本、普龙代本。
川军战败之后，诺那被西藏噶厦抓到拉萨受刑，其亲属等人也遭到酷刑折磨。“格热喇嘛的大弟被挖掉膑骨，二弟桑益、孙子久人次仁拉加和贡布三人被割鼻，交给雪多和边坝两宗管押。嘎尔堆江仓的阿加班登等二十八人被割鼻，交边巴宗看押。一个月后，格热喇嘛服所谓吞加（名为临去鞭）的鞭刑，由一个班的土兵押送拉萨。关监前又受了一次所谓觉加（到达时）鞭刑。” 
在拉萨，“英国人出面调解，诱说诺那，如其降，可被委任为川边康区的统治者。诺那严词拒绝。”“达赖再三诱上师降，不屈。乃于拉萨郊外，掘土牢约深四、五丈，底宽仅五、六尺，于一九一八年夏历五月十五，囚禁上师于土牢中，并叠架木石，仅上留一孔五寸许。遣若本二人，戍兵三百以守之，日垂面水一度。仍屡诱降，终不屈。乃前后三次置毒于面内，上师明知亦安受之，于黑暗中扪食竟死，以密法力数日复苏者再。守者以物垂下试之，上师仍扪食，守惊为神人，达赖亦不敢再令置毒。盖此毒药乃黑教五毒制成。性至烈，稍染指端，即全身溃烂五脏俱裂而死。药毒三次，死又复生。岂人力所可致也。”
1923年或1924年，诺那成功越狱，并逃离了西藏，来到中国内地。有关其传奇般的越狱过程，有许多传说。有的说他通过“神通法力”，有的说他“幻尸示寂”，还有的说“上师囚土牢约六载。心一境性，日唯念佛，暇则以手掘土。遇石乃改向再掘，久之，成长穴，乃于一九二三年夏历九月十三曰，由牢逆出，再睹天日。”
吉仲·江白坚参的《类乌齐寺吉仲活佛和格热喇嘛简历》称，诺那被囚禁数年后，逢十三世达赖年关大赦。诺那被关在站笼内示众七天之后，充军至隆孜宗。在此地，诺那和负责监管他的奚堆（庄园管事）俗官尼隆·朗卡才旺、僧官陈东·群塞形成了供养师和施主的关系。“格热喇嘛利用这一关系，提出晚年安静修的要求。他俩同意了，让他住在一间外观像监狱的房子静修。不久格热喇嘛给被充军的嘎尔堆江仓的伦布那吾（割鼻子后被取的外号）去了一封密信，要他想法逃到康定等待。伦布那吾收到信后，带着格热喇嘛的次弟逃至康定等候格热喇嘛。格热喇嘛趁着甲玉奚堆不在之机，剪掉顶髻，放在他的座垫上，并放下完整的手脚指甲和平时穿的衣服逃走。关于格热喇嘛出逃一事有过很多神话般的传说。有人说，他是化为彩虹腾飞了……后来嘎尔堆江仓的伦布那吾告诉我，格热喇嘛是和一个去拉萨朝佛的道孚人一起沿大路来到康定的。”

### 内地活动

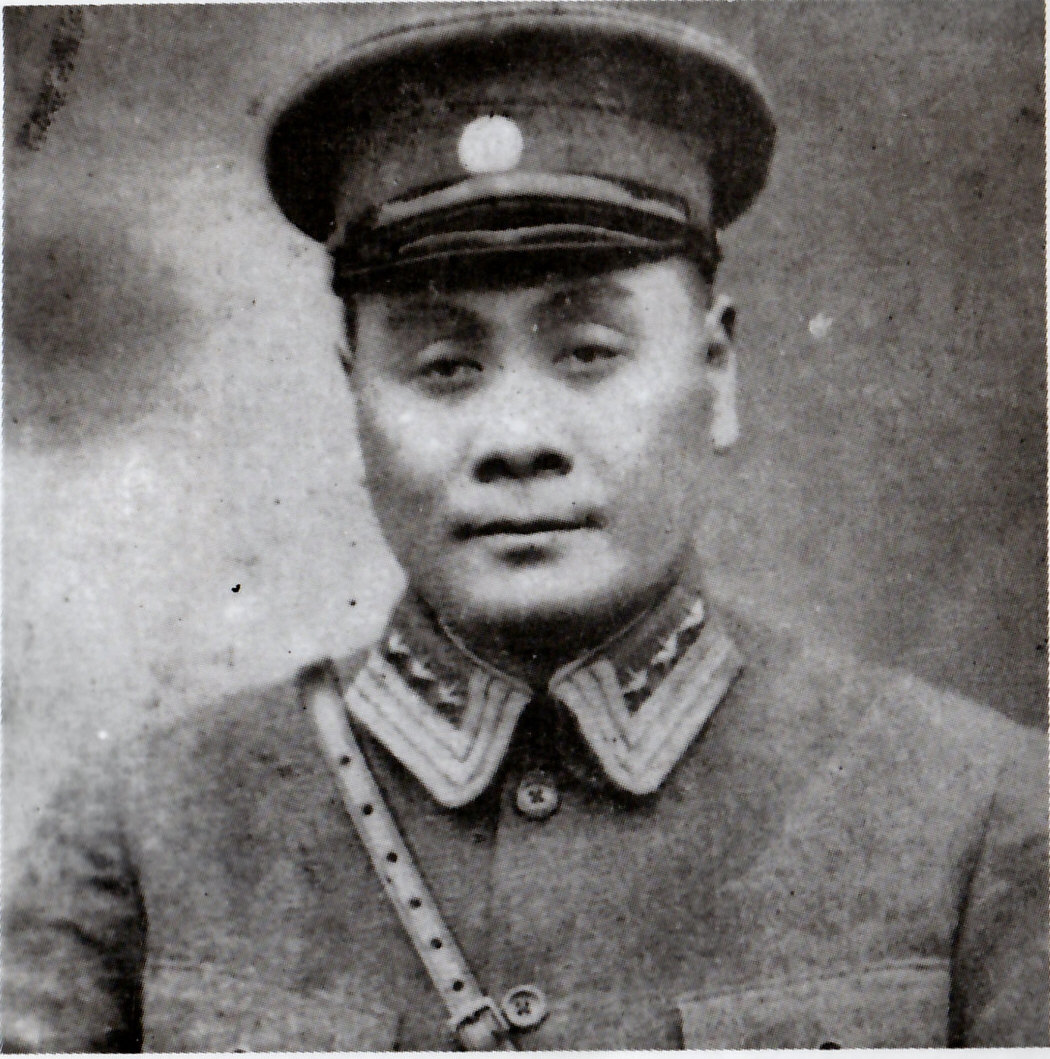
刘湘

在汉地，诺那起初期望北京政府的执政段祺瑞出面解决康藏问题，但未果。此后，他转而依靠川军领导人之一刘湘。1928年南京国民政府成立后，经刘湘、格桑泽仁、戴季陶等人帮助，诺那成为国民政府蒙藏委员会委员。1931年九·一八事变后，诺那和在南京的藏胞共同组织了康藏驻京人士抗日大游行，且通电谴责日军，呼吁国民政府派军队进行抗战。
1934年，黄慕松作为国民政府的专使，赴拉萨致祭十三世达赖。“黄慕松入藏时得知他是自称呼图克图，回南京后将其革职。”遭到黄慕松（1935年任蒙藏委員会委員長）革职后，诺那又赴北京活动。

### 西康宣慰使
1935年，诺那被刘湘推荐出任西康宣慰使，奉命入川就職。繼而宣慰使署由四川成都遷至西康昌都。
任内，诺那企图解决刘文辉部驻康北各地武装，并撤换了各地县长，和刘文辉矛盾不断升级，最后双方都向中央告状，指责对方。期间，中国工农红军长征路过甘孜，中国国民党方面的重庆行营授命诺那率地方武装阻击中国工农红军。1936年2月，诺那在道孚、炉霍、甘孜地区率部阻击红军，但被红军击溃。
下瞻对的头人因和他人争夺草场，而同诺那产生矛盾。诺那部溃败时，该头人生擒了诺那，并将其交给了在瞻化的中国工农红军。后来，诺那被转送位于甘孜的红军总部。在甘孜，一开始诺那对红军领导人称，“我为发号施令之人，全署员兵奉令行事。蒋委员长待我厚，防御共匪，系我天职。速杀我，宽免员兵。” 但红军方面对诺那从宽处理，并且还尽量优待诺那。红四方面军
总政委陈昌浩以及王维舟夫妇都曾亲自同诺那等人宣传中国共产党及中国工农红军的政策。朱德也曾同诺那等人谈话。据当时和诺那一同被俘的西康宣慰使署人员韩大载回忆，朱德讲述了自己参加革命的经历后说，“‘我们现在要抗日，要与蒋委员长合作。我要练兵，好打日本。你回去后可告诉蒋委员长。’于是就把我们宣慰使署的人员都释放了。”此后，诺那对红军的态度有了
转变，不仅不再敌视红军，而且还教红军的指战员学藏语文，并曾亲自煮酥油茶款待红军。

### 圓寂
1936年5月5日，诺那患病发烧。韩大载后来对陈济博回忆称，“红军医务人员在当时的医药物资极端困难之下，尽心竭力为诺那治病”，5月9日又将诺那移送到条件比较优越的钱姓大宅中居住，请中医、西医诊病。5月12日，诺那因病医治无效而圆寂。韩大载称，“红军特许我们用佛教仪式茶毗——火化诺那遗体，我便将诺那骨灰装袋带回。红军还赠我旅费二百元。”
诺那圆寂之后，国民政府撤销了西康宣慰使公署。后来，国民政府追赠诺那为普佑护国禅师，并拨款指示将诺那的骨灰运到庐山小天池进行塔葬（諾那塔院），此外南京市玄武湖公園中有諾那師佛紀念塔廟。

## 軼聞
諾那呼圖克圖在漢地其間，正值日本侵華戰爭時期，天災人禍頻繁，因此宏傳無上密宗大法。並以息、增、懷、誅等密法，開設各項法會，並且為有緣居士治療痼疾，故亦被漢地民眾尊稱為活佛。
1934年初，透過湖北省主席張群的居中連繫，請當時在漢口任豫鄂皖「剿匪」副總司令的張學良用飛機帶
諾那呼圖克圖到四川成都去見蔣委員長。因張學良尚有要事在身，不能立即將諾那帶到四川去，因此禮請諾那在張學良家中小住數日。在此間，張學良以出家人吃素問題與諾那有過談話，並談到軍人戰爭的問題，初步認識到佛教中，菩薩為救大多數人而殺惡人，並願承擔業報的觀念。張學良深受其話語感動，日後並在其回憶錄中以及記者訪談中，多次提及此事。這也是張學良接觸諾那與其談話，使其對佛法有初步認識。